# IV. třída okresu Strakonice
IV. třída okresu Strakonice tvoří společně s ostatními skupinami čtvrté třídy nejnižší (desátou nejvyšší) fotbalovou soutěž v České republice. Je řízena Okresním fotbalovým svazem Strakonice. Hraje se každý rok od léta do jara se zimní přestávkou. Soutěž je od sezóny 2014/2015 zrušena.

## Vítězové

### IV. třída okresu Strakonice skupina A
| Ročník    | Vítězný tým           |
| --------- | --------------------- |
| 2003/2004 | TJ Otavan Štěkeň „B“  |
| 2004/2005 | TJ Sokol Malenice „B“ |
| 2005/2006 | TJ Sokol Mnichov      |
| 2006/2007 | FK Chelčice „B“       |
| 2007/2008 | FC Předslavice        |
| 2008/2009 | SK CIVA Trans Rovná   |
| 2009/2010 | Sokol Libějovice      |
| 2010/2011 | FC WESTRA Sousedovice |
| 2011/2012 | FK Vodňany „B“        |
| 2012/2013 | TJ ŽS Blata Číčenice  |
| 2013/2014 | FK Junior Strakonice  |
| 2014/15   | Soutěž zrušena.       |